# Cannectancourt

Cannectancourt este o comună în departamentul Oise, Franța. În 1 ianuarie 2022 avea o populație de 517 de locuitori.